# Estádio Ítalo Del Cima
O Estádio Ítalo Del Cima é um estádio de futebol pertencente ao Campo Grande AC, localizado na Zona Oeste da cidade do Rio de Janeiro.
Já possuiu capacidade para 18 mil pessoas e foi palco de muitos jogos da história do futebol do Rio de Janeiro, mas atualmente não apresenta boas condições para a realização de partidas.

## História
O nome do estádio vem do imigrante italiano Ítalo Del Cima, ele era um grande comerciante da Zona Oeste e morava em Campo Grande, foi Ítalo quem cedeu o terreno para a construção do estádio e também construiu a igreja de Santa Filomena também no bairro.
Em 1978 ocorreu uma grande reforma no estádio, passando a comportar naquela época 22.500 pessoas, inaugurando uma grande fase para o Campo Grande, ampliação ocorrida com o apoio da comunidade do bairro, inclusive de comerciantes e industriais, criando um palco para receber os jogos dos grandes clubes cariocas e também shows de grupos musicais de sucesso.
O recorde de público do Ítalo del Cima ocorreu no dia 21 de abril de 1982, quando 16.842 torcedores presentes (15.311 pagantes) assistiram a vitória do Campo Grande pelo placar de 3 a 0 sobre o CSA de Alagoas, na decisão do Campeonato Brasileiro da Taça de Prata.